# Миноискатель 42

1942 год. Немецкие солдаты заставили местную жительницу проверить, не заминирован ли брод. Надпись на обратной стороне фотографии гласит: Die Minenprobe. Vom Donez zum Don. 1942

Миноискатель 42 (нем. Minensuchgerät 42) — кодовое наименование применявшегося Вермахтом способа разведки и обезвреживания мин, при котором на потенциально опасные участки принудительно направлялись лица из числа военнопленных РККА или местных жителей оккупированных территорий Советского Союза.
Источником, открывшим данное название этой незаконной формы ведения боевых действий, является опубликованная в 2004 году брошюра «Преступления Вермахта», где приводится фотокопия оперативного приказа по обеспечению тыла армейского района 532 (нем. Einsatzbefehl des Kommandeurs des rückwärtigen Armeegebietes 532 für die Unternehmen „Dreieck“ und „Viereck“ vom 23):

Потребуются работы по разминированию, поэтому нужно обеспечить необходимое количество «миноискателей 42» (евреи и пленные бандиты с боронами и катковыми тралами). Части должны подготовить верёвки, чтобы снабдить евреев и пленных бандитов длинными поводками.
Оригинальный текст (нем.)Da mit Verminung zu rechnen ist, ist für Bereitstellung von Minensuchgerät 42 (Juden oder gefangene Bandenangehörige mit Eggen und Walzen) in ausreichender Zahl zu sorgen... Die Einheiten haben sich selbst mit Stricken auszurüsten, um die Juden oder Bandenangehörigen mit langen Halsstricken zu versehen.

При этом считается, что цифры «42» в кодовом названии являются указанием на время начала применения данного способа (1942 год). Однако имеются свидетельства, что разминирование минных полей путём направления на них военнопленных или местных жителей немецкие оккупационные силы на территории СССР неоднократно проводили уже в 1941 году.
Из приказа по 464-му пехотному полку 253-й пехотной дивизии вермахта от 20 октября 1941 года:

Необходимо иметь в виду минированную местность. Использование сапёров не всегда возможно. Батальоны должны будут вести бой сами, не ожидая помощи. Я рекомендую использовать, как это с успехом практиковалось в первом батальоне 464-го полка, русских военнопленных (особенно сапёров). Любое средство оправдано, когда необходимо быстро преодолеть местность.
— Преступные цели - преступные средства. Документы об оккупационной политике фашистской Германии на территории СССР (1941-1944 гг.). М. Экономика, 1985, стр. 137-138 со ссылкой на ЦГАОР СССР, ф.7445, оп.2, д.103, л.35. Перевод с немецкого
г. Чериков (Могилёвская область, БССР), лето — осень 1941 г.:

Немцы использовали местных жителей для разминирования минных полей. Солдаты связывали их цепями и под угрозой оружия гнали впереди себя на мины, где погибли десятки человек.
— Леонид Смиловицкий. «Катастрофа евреев в Белоруссии, 1941—1944 гг.» Тель-Авив, 2000, с. 160-196 со ссылкой на ГАРФ, ф. 8114, оп. 1, д. 955, лл. 9-10 и копию в Яд-Вашем - YVA, M-35/57
Из официальных документов о действиях германских властей:

Ряд документов германского командования, захваченных частями Красной Армии во время ее наступательных операций близ Ростова, доказывают, что использование местного населения для особо опасных военных работ предусмотрено специальными инструкциями германского командования. Так, в приказе по 76 немецкой пехотной дивизии от 11  октября, в пункте 6,  касающемся разминирования, говорится: «Необходимо применять для работ, связанных с опасностью для жизни, пленных и отдельных лиц  из местного населения».
За последнее время установлен ряд новых случаев использования германским командованием советских военнопленных в целях очистки минных полей и других опасных для жизни работ. Так,  в района деревень   Большая  и  Малая  Влоя  десятки  пленных,   построенные в  сомкнутые ряды, в течение четырех суток гонялись гитлеровцами по заминированному полю. Ежедневно на минах взрывалось несколько пленных.   Этот способ убийств военнопленных предусмотрен приказами германского командования. В приказе по 203 пехотному полку за № 109 сказано: «Главнокомандующий армией генерал-фельдмаршал Рундштедт приказал, чтобы вне боевых действий, в целях сохранения германской крови, поиски мин и очистку минных полей производить русскими  пленными.  Это относится также и к германским минам».
— Документы обвиняют: Сборник документов о чудовищных зверствах германских властей на временно захваченных ими советских территориях. - Москва : Гос. изд-во полит. лит., 1943-1946. - 2 т.; 26 см.